# Vera Sabino
Vera Sabino (Florianópolis, 2 de novembro de 1949) é uma artista plástica e folclorista brasileira. É autodidata e tem preferência pelo folclore catarinense.

## Biografia
Seu primeiro contato com a arte e pinturas se deu aos 8 anos de idade, na cidade onde nasceu. Aos 14 anos de idade participou do concurso Prêmio Desenho do Salão de Artes Plásticas para Novos no município de Curitiba, ganhando em primeiro lugar. Quando completou 18 anos, estava completamente envolvida com as artes, planejando sua primeira exposição individual, na ilha de Santa Catarina.
É reconhecida nacionalmente, retratando a cultura, tradições e costumes de Santa Catarina. Já participou de mais de 60 exposições, sendo que duas delas foram na França e nos Estados Unidos, também sendo renomada no exterior. O tema principal de suas obras sempre foi voltado às histórias que ouvia quando era criança sobre as bruxas. Florianópolis é conhecida como a ilha da magia, e o mito dessas criaturas é popular entre seus habitantes. As bruxas de Cascaes e as histórias da ilha são alguns dos temas abordados por Vera em suas criações.
A marca registrada da artista é a técnica usada por ela em suas obras, com tinta acrílica e eucatex. Sabino estima que tenha mais de 8 mil trabalhos espalhados por diversas regiões do mundo, como China, Açores, França e África do Sul. Tem em seu currículo cerca de 40 exposições, englobando as mostras internacionais. Coleciona também diferentes prêmios, como a Medalha de Mérito Cultural Cruz e Sousa. Foi amiga e vizinha de Franklin Cascaes e dividiu com ele o gosto pelos temas de Florianópolis.

## Principais Prêmios e Exposições
- 1964 – 1º Prêmio Desenho – Revista TV Consulta – Brasília-DF
- 1968 – Individual – Santa Catarina Country Club – Florianópolis-SC
- 1969 – 1º Prêmio Desenho – Salão de Artes Plásticas para Novos – Curitiba-PR
- 1969 – 1º Prêmio Desenho – Salão Confronto – Curitiba-PR
- 1970 – Individual – Hotel Nacional de Brasília – Brasília-DF
- 1970 – 1º Prêmio Desenho – Salão Paranaense de Belas Artes – Curitiba-PR
- 1971 – 10 Artistas Catarinenses – Galeria do Usis – São Paulo-SP
- 1973 – Individual – Studio A2 – Florianópolis-SC
- 1974 – Artistas de Florianópolis – Assembleia Legislativa – Florianópolis-SC
- 1974 – 1º Coletiva Catarinense de Artes Plásticas – Brasília-DF
- 1975 – 1º Salão Barriga Verde de Artes Plástica da Mulher – Blumenau-SC
- 1979 – Prêmio Aquisição – Pan’Arte 79 – Balneário Camboriú-SC
- 1980 – 2º Mostra de Desenho Brasileiro – Curitiba-PR
- 1980 – Vera Sabino e Silvio Pléticos – Casa da Cultura – Florianópolis-SC
- 1982 – Itinerante – O Circo – Santa Catarina – Paraná
- 1983 – Individual – Cavalos – Galeria Max Stolz – Florianópolis-SC
- 1984 – 6º Mostra de Desenho Brasileiro – Curitiba-PR
- 1984 – Panorama Catarinense de Arte – MASC – Florianópolis-SC
- 1985 – Laguna Revisitada – Sala da Alfândega – ACAP – Florianópolis-SC
- 1986 – Panorama Catarinense de Arte – Itinerante
- 1986 – Vera Sabino e Semy Braga – Studio de Artes – Florianópolis-SC
- 1988 – Retrospectiva “Vinte Anos de Arte” – MASC – Florianópolis-SC
- 1988 – Individual Vinte Anos de Arte – Studio de Artes – Florianópolis-SC
- 1991 – O povo da Floresta – com Suely Beduschi – Studio de Artes – Florianópolis-SC
- 1993 – Brejo da Cruz – com Semy Braga – ACAP – Florianópolis-SC
- 1993 – Chapel Art Show – São Paulo-SP
- 1995 – A ilha em Buenos Aires – Palais de Glace – Buenos Aires
- 1996 – Com Semy Braga – Espaço Cultural Badesc – Florianópolis-SC
- 1998 – Itinerante “30 Anos de Arte” – Badesc – Florianópolis-SC
- 1998 – O Mar – com Semy Braga e Hassis – Balneário Camboriú-SC
- 1998 – Latinas – Juiz de Fora-MG
- 1998 – Via Sacra – Igreja São Luiz – Florianópolis-SC
- 1999 – Via Sacra – Igreja de Santa Ana – Florianópolis-SC
- 2000 – A 10ª Ilha – Florianópolis-SC
- 2000 – A natividade – Coletiva – Espaço Cultural Badesc – Florianópolis-SC
- 2002 – Fervor da Ilha – Fundação Franklin Cascaes – Florianópolis-SC
- 2002 – Artistas do Divino – FFC – Florianópolis-SC
- 2002 – Interacidade – Itinerante – Funalfa – Juiz de Fora-MG
- 2002 – Coletiva Espaço Cultural BRDE – Florianópolis-SC
- 2002 – Artistas Plásticos de Santa Catarina – Itajaí-SC
- 2002 – Galeria Cézanne – São José-SC
- 2002 – Contemplação do amor – Itinerante-SC
- 2003 – Esposição coletiva E.C Banco Central do Brasil – São Paulo-SP
- 2003 – Chapel School Art Show – São Paulo-SP
- 2003 – Exposição Brasilis – São Paulo-SP
- 2004 – Uma Viagem de 450 Anos – SESC Pompéia – São Paulo-SP
- 2004 – Masc – Florianópolis – SC
- 2004 – Raízes D’além – Mar – Badesc – Florianópolis – SC
- 2004 – Figuras e Quatro Movimentos – Galeria Helena Fretta – Florianópolis – SC
- 2004 – Via Sacra – Igreja de Santana – Florianópolis – SC
- 2004 – Semana do Brasil – arquipélago dos Açores
- 2004 – Mulheres com Arte – Fundação Franklin Cascaes – Florianópolis – SC
- 2004 – Ilustração do livro Raízes D’além Mar de Osmar Pisani – Espaço Cultural Fernando Beck
- 2004 -Uma Viagem de 450 Anos – SESC Pompéia – São Paulo
- 2004 – Vera Sabino no MASC – MASC/Florianópolis
- 2004 – Régards du Brésil Meridional – Honfleur / França
- 2004 – A Ilha – Casa da Memória – Florianópolis – SC
- 2004 – Inauguração da Galeria Pedro Paulo Vecchietti – Florianópolis – SC
- 2004 – Imagens do Universo Ilhéu – Galeria Pedro Paulo Vecchietti – Florianópolis – SC
- 2004 – Figuras e Dois Movimentos – Criciuma Shopping Center
- 2005 – 30 Anos de ACAP – ACAP/Florianópolis
- 2005 – Universo de Vera Sabino – Espaço Cultural BRDE / Florianópolis – SC
- 2005 – Coletiva – Galeria Helena Fretta – Florianópolis – SC
- 2005 – Coletiva – Tribunal de Contas – Florianópolis – SC
- 2005 – Coletiva – XIX Conferência Nacional dos Advogados – Florianópolis – SC
- 2005 – Travessia Olhares da Ilha – Espaço Cultural Fernando Beck
- 2005 – Releitura Artística 2005 – Espaço Cultural BRDE / Florianópolis – SC
- 2005 – Coletiva Espaço Memória – Tribunal de Contas – Florianópolis – SC
- 2005 – Coletiva ACE – Sede da ACE – Florianópolis – SC
- 2006 – Ilustração do livro Madrugada Acesa de Semy Braga – Taikô/Florianópolis
- 2006 – Le Sambaqui – Toulon / França
- 2006 – Capa do livro Perfume de Eternidade de Julio de Queiroz
- 2006 – Individual – Único Café e Bistrô
- 2007 – Cap do livro Caminhos do Divino de Lélia Nunes
- 2007 – Exposição com Lélia Brown – Galeria Helena Fretta - Florianópolis – SC
- 2007 – Capa do livro Perfume de Eternidade- Júlio de Queiroz
- 2007 – Imagens do Divino e Vozes da Poesia – Espaço Cultural do BRDE – Florianópolis – SC
- 2007 – Releitura 2007 – Espaço Cultural do BRDE – Florianópolis – SC
- 2007 – Individual – Galeria Helena Fretta – Criuciúma – SC
- 2008 – Divino Espírito Santo – Centro Cultural Bento Silverio – Florianópolis – SC
- 2008 – Via Sacra na Igreja N. S. de Guadalupe – Canasvieiras – Florianópolis – SC
- 2008 – Releituras de Franklin Cascaes – Geleria Artshop – Florianópolis – SC
- 2008 – Galeria Helena Fretta com Beta Monfroni – Tubarão – SC
- 2008 – Coletiva homenagem a Valdir Agostinho – Da Cor de Floripa – Florianópolis – SC
- 2008 – Floripa Arte – Coletiva OAB – Florianópolis – SC
- 2008 – Galeria Helena Fretta com Beta Mofroni – Criciúma – SC
- 2008 – 100 Anos de Magia – Costão do Santinho – Florianópolis – SC
- 2008 – Com Suely Beduschi – Galeria Netuno – Florianópolis – SC
- 2008 – “Encontros” – Espaço Cultural do BRDE – Florianópolis – SC
- 2008 – Coletiva 33 anos da ACAP – Assembleia Legislativa – Florianópolis – SC
- 2008 – Troféu Açorianidade 2008 – Itajaí – SC
- 2008 – Releitura – coletiva – BRDE – Espaço Cultural Governador Celso Ramos – Florianópolis – SC.
- 2009 – Homenagem a Franklin Cascaes – OAB Artes – Florianópolis – SC
- 2009 – Capa do Livro Mandrágora – Semy Braga
- 2009 – Homenagens a Max Moura – Coletiva a AAPLASC – Florianópolis – SC
- 2009 – A Casa da Criação – Fundação BADESC – Florianópolis – SC
- 2009 – 40 nos de Arte – Galeria Helena Fretta – Florianópolis – SC
- 2009 – Capa do Livro Piloto de Bernunça – Sérgio da Costa Ramos
- 2009 – Exposição Coletiva “Quem Dá Mais Por um Sorriso?” – Casa da Cultura – Florianópolis – SC
- 2009 – 40 nos de Arte – Galeria de Arte Martinho de Haro – Florianópolis – SC
- 2009 – Individual – espaço Cultural Prefeitura Municipal de Florianópolis – SC
- 2010 – 40 nos de Arte – Casa de Cultura de São José e Helena Fretta Galeria de Arte – São José – SC
- 2010 – Pinturas – Coletiva – Hotel Valerim Plaza – Florianópolis (curadoria Antonio Fasanaro) – Florianópolis – SC
- 2010 – Exposição Coletiva “Floripa Tem” – Florianópolis – SC
- 2010 – Exposição Coletiva “Floripa em Prancha” – Florianópolis – SC
- 2011 – Capa do Livro “Maria Madalena” – Salma Ferraz
- 2011 – Capa do “Jornal do Mercado Público de Florianópolis”
- 2012 – Participação no Livro “Apresentação da Cidade de Florianópolis na Visão dos Artistas Plásticos” – Sandra Makowiecky
- 2012 – “Além do Olhar” – individual – Artespazio Escritório de Arte – (Curadoria Fabrício Peixoto e Antonio Fasanaro) Florianópolis – SC
- 2012 – Coletiva – Espaço Cultural da Vinícola Villa Francioni (Curadoria Fabrício Peixoto e Antonio Fasanaro) – São Joaquim SC
- 2013 – Capa do Livro “Sois Como Deuses” – Salma Ferraz
- 2013 – Capa do “Guia Abrasel”
- 2013 – Mostra Casa Nova – espaço arquiteta Cíntia Queiroz – Florianópolis – SC
- 2013 – “O Sagrado na Obra de Vera Sabino” – individual – BRDE – (Curadoria Fabrício Peixoto e Antonio Fasanaro) Florianópolis – SC
- 2013 – Mostra Casa Cor – espaço Arquiteta Francine Faraco – Florianópolis – SC
- 2014 – Individual – Show Room D/Art – Dimas Construções e Artespazio (Curadoria Antonio Fasanaro) – Florianópolis – SC
- 2014 – Capa da Revista “Elofar Vida”
- 2014 – Pérolas da Ilha Café – individual – (Curadoria Antonio Fasanaro)
- 2014 – “Os mestres da arte catarinense” – Shopping Via Catarina (Curadoria Fabrício Peixoto e Antonio Fasanaro) – Palhoça – SC
- 2014 – Individual – “As Quatro Estações, por Vera Sabino” – Elofar e Museu Histórico de Santa Catarina – (organização Artespazio e Laboratório Elofar – 50 anos) – Florianópolis – SC[5]